# Niedźwiedź (Ostrzeszów)
Niedźwiedź (deutsch Bärwalde) ist eine Ortschaft mit einem Schulzenamt der Stadt- und Landgemeinde Ostrzeszów im Powiat Ostrzeszowski der Woiwodschaft Großpolen in Polen.

## Geschichte

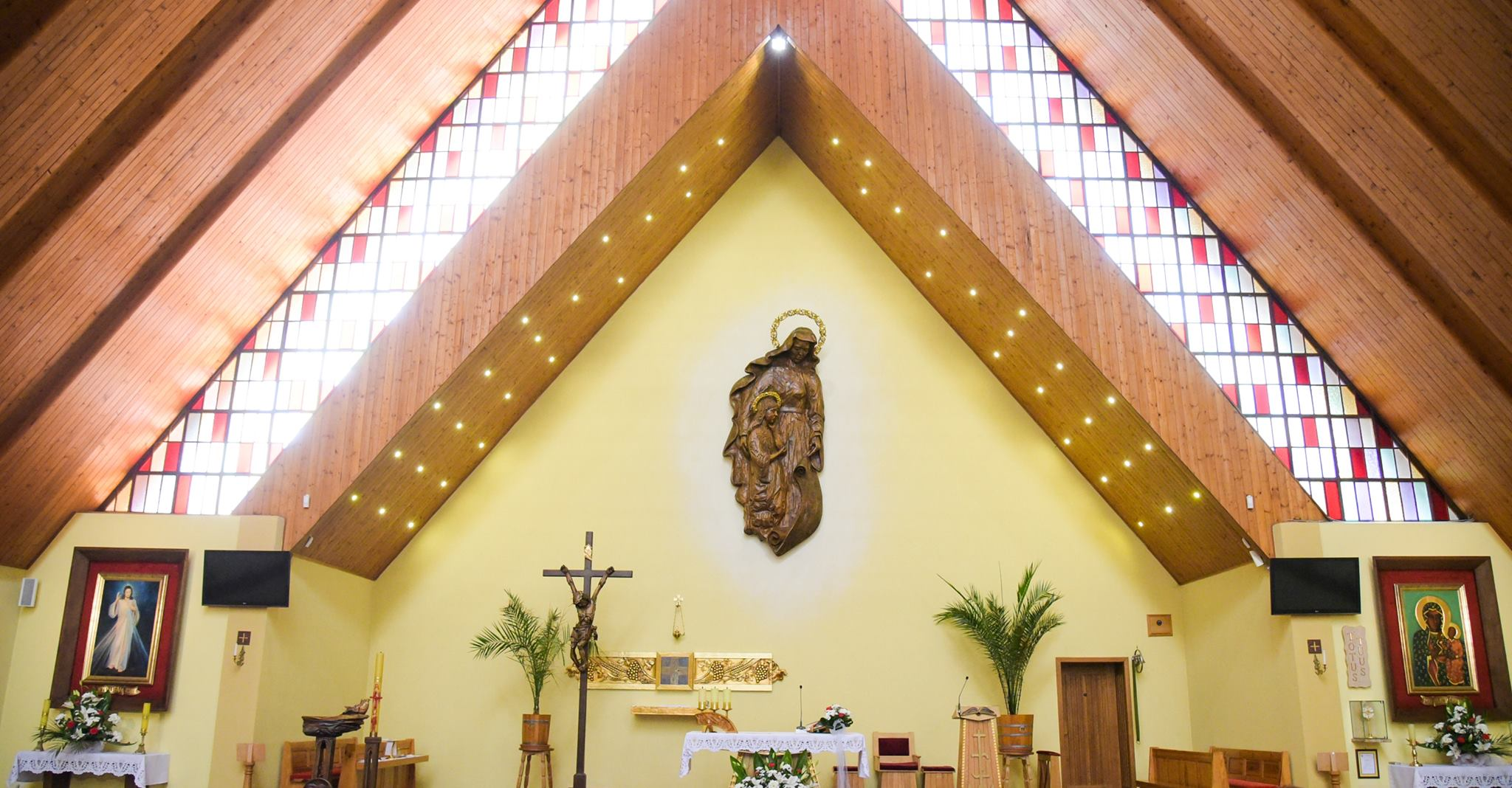
Ortskirche

1734 wurde der Wald namens Niedźwiedź (Bär) und 1789 wurde das neugegründete gleichnamige Dorf erwähnt.
Im Zuge der Zweiten Polnischen Teilung kam der Ort 1793 an Preußen. Im Dorf siedelten sich deutsche Protestanten an, die einen Friedhof im späten 19. Jahrhundert errichteten. 1874 wurde eine evangelische deutschsprachige Grundschule für polnische und deutsche Kinder eröffnet. 1911 wurde eine katholische Schule Niedźwiedź-Marydół (Barwälde-Marienthal) erbaut.
Nach dem Ende des Ersten Weltkriegs kam Niedźwiedź zu Polen, Woiwodschaft Posen. Im Jahr 1921 gab es in der Gemeinde Niedźwiedź im Powiat Ostrzeszów 48 Häuser mit 353 Einwohnern, davon waren 283 Polen, 70 Deutsche, 255 waren Römisch-Katholiken, 98 Protestanten.
Beim Überfall auf Polen 1939 wurde das Gebiet von den Deutschen besetzt und dem Landkreis Kempen im Reichsgau Wartheland zugeordnet. Nach dem Krieg verließ die Mehrheit der evangelischen Dorfbevölkerung den Ort. Der evangelische Friedhof ist relativ gut behalten.
Von 1975 bis 1998 gehörte Niedźwiedź zur Woiwodschaft Kalisz.